# Pilea rusbyi
Pilea rusbyi är en nässelväxtart som först beskrevs av Nathaniel Lord Britton, och fick sitt nu gällande namn av Ellsworth Paine Killip. Pilea rusbyi ingår i släktet pileor, och familjen nässelväxter. Inga underarter finns listade i Catalogue of Life.